# Musée d'histoire d'Odessa
Le musée d'histoire d'Odessa (en ukrainien : Музей Одеського товариства історії та старожитностей) est un musée situé à Odessa en Ukraine.

## Historique
Fondé en 1843 par  Société impériale d'Histoire et d’antiquités avec de nombreux dons par D Knyazhevych, M. Krylakov, M. Murzakevicj, O. Strudza. Il a été enrichi en 1840 par la collection de de M. Mikalaiev sur la culture entourant la Mer Noire, puis en 1842 par la collection de M. Ivan Blaramberg, archéologue. L'institution a reçu le soutien des gouverneurs. Antonin Kapoustine, archéologue et Alexandre Bertié-Delagar ont joué un grand rôle pour l'organisation du musée.

## Collections

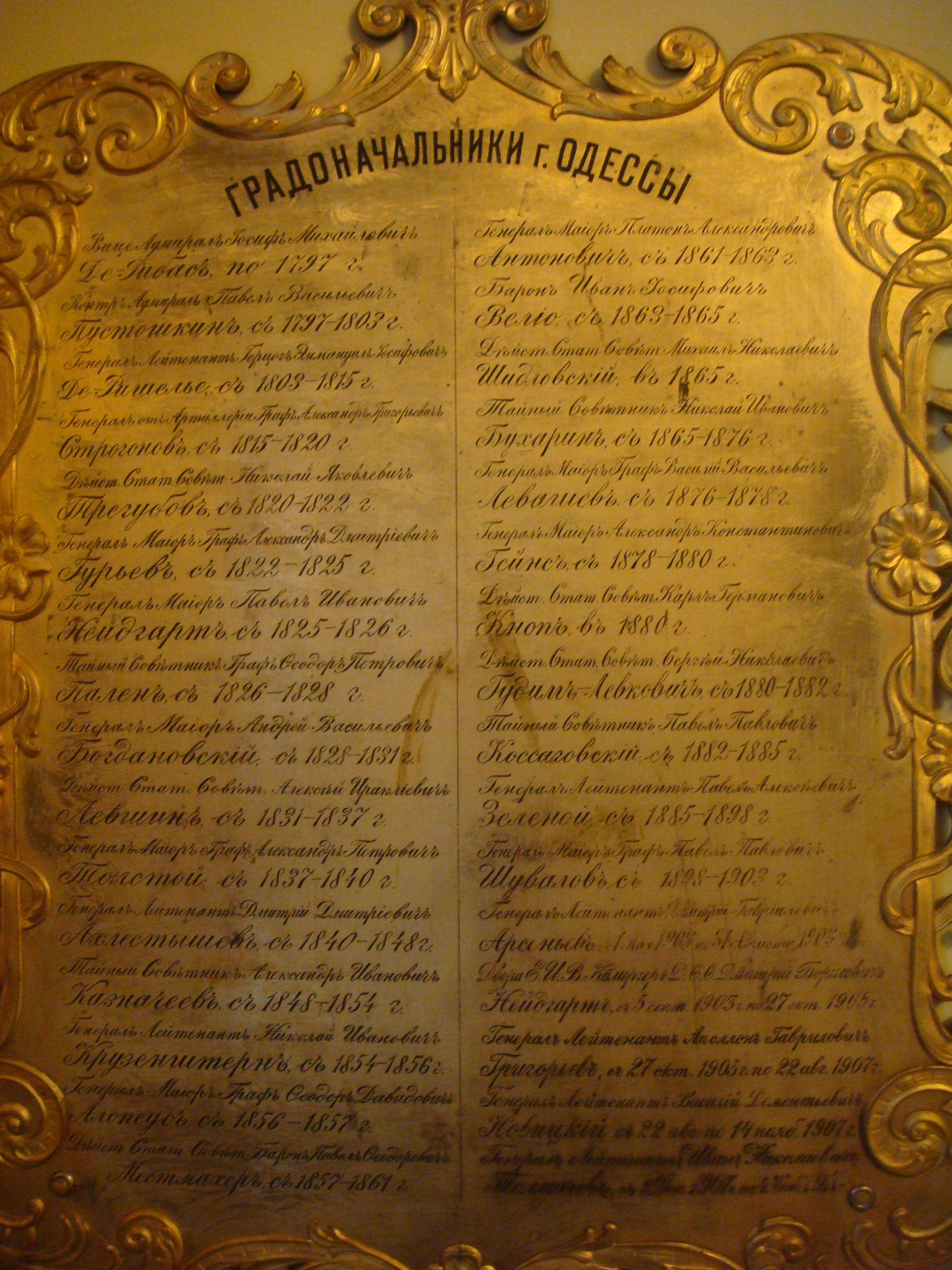
Liste des maires d'Odessa sur une plaque de cuivre dans le musée.

Le musée présente des objets de l'antiquité, de l'Égypte, de Rome, de Byzance, de Gênes, des Mongols, des Tatars.

### Sources
- (uk) Cet article est partiellement ou en totalité issu de l’article de Wikipédia en ukrainien intitulé « Mузей Одеського товариства історії та старожитностей » (voir la liste des auteurs).